# Business Bus
In der Wirtschaftsinformatik bezeichnet der Begriff Geschäftsbus (englisch business bus) ein Konzept, eine Implementierung und ein Kollaborationsprotokoll im Rahmen der Integration von Applikationen und Komponenten entlang einer Wertschöpfungskette.

## Business Bus als Konzept
Business Bus bezeichnet ein Konzept zur Integration von an sich unabhängigen Applikationen und Komponenten entlang der Wertschöpfungskette mithilfe der Enterprise Application Integration (EAI). Dabei unterscheidet man auf dem Business Bus verschiedene Ebenen:
- Geschäftsebene (Verträge, gesetzliche und regulatorische Rahmen)
- Prozessebene (Geschäftsprozesse entlang der Wertschöpfungskette)
- Applikationsebene (Geschäftsapplikationen, Komponenten im Sinne von Geschäftslösungen)
- Softwareebene (Standardsoftware, Standardkomponenten, Basissoftware wie Datenbank, Middleware)
- Systemebene (Hardware, Betriebssystem, Netzwerk)

## Business Bus als Implementierung
Oft bezeichnet man auch eine effektive Implementierung einer solchen Integration als Business Bus. Analog wird dazu auch der Begriff Integrationsplattform benutzt. Dabei handelt es sich aber um eine begriffliche Erweiterung des Begriffs Integrationsplattform, der ursprünglich und hauptsächlich die erforderlichen Middleware-Produkte und ihr Zusammenspiel bezeichnet.

## Business Bus als Kollaborationsprotokoll
Die dritte Bedeutung von Business Bus ist die eines definierten Protokolls zur Implementierung von EAI-Vorhaben. Beispiele dafür sind ebXML (E-Business eXtensible Markup Language) der UN-Arbeitsgruppe UN/CEFACT und der OASIS sowie das BizTalk-Protokoll von Microsoft.